# هانس سيسلارزيك
هانس سيسلارزيك (بالألمانية: Hans Cieslarczyk)‏ مواليد 3 مايو 1937 في هيرنه لاعب كرة قدم ومدرب ألماني سابق

## المسيرة
بدأ مسيرته في عام 1947 في راسينسبورت هولتهاوزن، ثم لعب كمهاجم من 1955 إلى 1958 في غرب أوبرليغا لصالح SV Sodingen، لعب 74 مباراة في الدوري وسجل 20 هدفاً. 
في موسمه الأول، احتل المركز التاسع مع Sodingern وفي الموسمين التاليين كان بإمكان Sodingen بالكاد تجنب الهبوط.
في عام 1958 انتقل إلى بوروسيا دورتموند، حيث لم يكن لاعب منتظم لفترة طويلة معهم ودورتموند في موسم 1959-60 أحتل المركز الثالث
وموسم 1960-61 أحتل المركز الثاني في الدوري الألماني، ولعب معهم 35 مباراة وسجل ستة أهداف 
في الموسم 1961-1962 انتقل إلى Cieslarczyk ولعب معهم أربعة مباريات فقط
في عام 1962 أنتقل لهواة نادي دورتموند 95.
وفي 1963-64 ولعب في الأقليمي الغربي لنادي ويستفاليا هرن وسجل تسعة أهداف في 30 مباراة وكان مستواه حينها جيد 
ثم انتقل إلى جانب المهاجمين مع بيركينج وجندروش في الدوري الألماني الدرجة الأولى وإلى نادي كارلسروه في الدرجة الثانية، حيث لعب 66 مباراة من 1964 إلى 1968، وسجل 18 هدفاً. في عام 1968 غادر من كارلسروهن والدوري الألماني. 

## روابط خارجية
- هانس سيسلارزيك على موقع قاعدة بيانات كرة القدم.إي يو (الإنجليزية)
- هانس سيسلارزيك على موقع بيانات كرة القدم. دي إي (الألمانية)
- هانس سيسلارزيك على موقع ناشيونال فوتبول تيمز (الإنجليزية)
- هانس سيسلارزيك على موقع عالم كرة القدم.نت (الإنجليزية)